# Canaan (Connecticut)
Canaan – miasto w Stanach Zjednoczonych, w stanie Connecticut, w hrabstwie Litchfield.